# Eby Brouzakis
Eby Brouzakis (né en 1976) est un journaliste sportif belge pour RTBF. 
Brouzakis a des origines tout à la fois grecque, zambienne et zaïroise. Il a grandi au Congo et à Chimay, Belgique. Au jeune âge de 6 mois il a été frappé par la maladie polio.
Après sa licence en Information, Journalisme et Communication et en Sciences politiques à l’ ULB en Belgique, il débute comme pigiste pour TeleMB, le journal Nord Eclair et la RTBF radio en 2000. Depuis 2004 Brouzakis est journaliste sportif à la rédaction radio de la RTBF. Il y commente les matches de foot de première division belge, de Coupe d’Europe et couvre également la Coupe du monde et le Championnat d'Europe. En 2011 il est le premier présentateur noir aux infos de la département télévision à RTBF,.